# Curvularia bannonii
Curvularia bannonii är en svampart som beskrevs av Morgan-Jones 1988. Curvularia bannonii ingår i släktet Curvularia och familjen Pleosporaceae.   Inga underarter finns listade i Catalogue of Life.